# Hans Benedikter
Hans Benedikter (Predoi, 27 gennaio 1940) è un politico e giornalista italiano altoatesino di lingua tedesca.

## Biografia

### Attività giornalistica
Dopo la laurea in storia conseguita all'Università di Vienna, Benedikter lavorò dal 1958 al 1961 al quotidiano austriaco Die Presse ed in seguito, tornato in Alto Adige, fece parte dell'ufficio stampa della Provincia autonoma di Bolzano.

### Attività politica
Membro della Südtiroler Volkspartei è stato per vent'anni, dal 1972 al 1992, deputato.
In precedenza, dal 1967 al 1971, era stato sindaco di Predoi.